# Pseudohemiculter kweichowensis
Pseudohemiculter kweichowensis är en fiskart som först beskrevs av Tang 1942.  Pseudohemiculter kweichowensis ingår i släktet Pseudohemiculter och familjen karpfiskar. Inga underarter finns listade i Catalogue of Life.